# بافل تونكوف
بافل تونكوف (بالروسية: Тонков, Павел Сергеевич)‏ مواليد 9 فبراير 1969 في إيجيفسك، هو دراج روسي سابق في صنف سباق الدراجات على الطريق. سبق أن شارك في دورة الألعاب الأولمبية الصيفية.

## سباقات أو مراحل فاز بها
- طواف إسبانيا
- طواف إيطاليا

## روابط خارجية
- بافل تونكوف على موقع الاتحاد الدولي للدراجات (الإنجليزية)
- بافل تونكوف على موقع أرشيف الدراجات (الإنجليزية)
- بافل تونكوف على موقع إحصائيات الدراجات الإحترافية (الإنجليزية)
- بافل تونكوف على موقع نسبة الدراجات (الإنجليزية)
- بافل تونكوف على موقع CycleBase (الإنجليزية)
- بافل تونكوف على موقع أوليمبيديا (الإنجليزية)